# Claude en nudité héroïque
Le Claude en nudité héroïque ou Claude de Gabies est une statue de marbre réalisée vers l'année 40, découverte en 1792 à Gabies, près de Rome. Elle faisait partie d'un groupe de membres de la famille impériale, probablement Germanicus et ses fils, représentés drapés à la taille selon la figuration des divinités grecques. Le visage de la statue de Caligula a été retaillé à l'avènement de Claude, pour lui donner ses traits.

## Découverte et acquisition
Cette statue de l'empereur Claude a été découverte avec trois autres statues en Hüftmantel (« manteau enroulé autour des hanches ») dans la basilique de Gabies, près de Rome, lors de fouilles réalisées par Gavin Hamilton en 1792,. Les autres statues sont : une statue de Germanicus (Ma 1238), une statue acéphale qui reçut au XVIIIe siècle une tête de Néron César (MA 1221) et un torse nu qui n'a reçu le bon drapé mais une cuirasse.
Initialement réunies dans la collection Borghèse, ces statues sont acquises par Napoléon en 1808 pour le musée du Louvre,. La statue de Claude est gérée par le département des antiquités grecques, étrusques et romaines du musée sous les numéros d'inventaires Ma 1231 et MR 131.
Elle a été prêtée au Musée des Beaux-Arts de Lyon pour l'exposition Claude, un empereur au destin singulier, en 2018 et 2019.

## Description

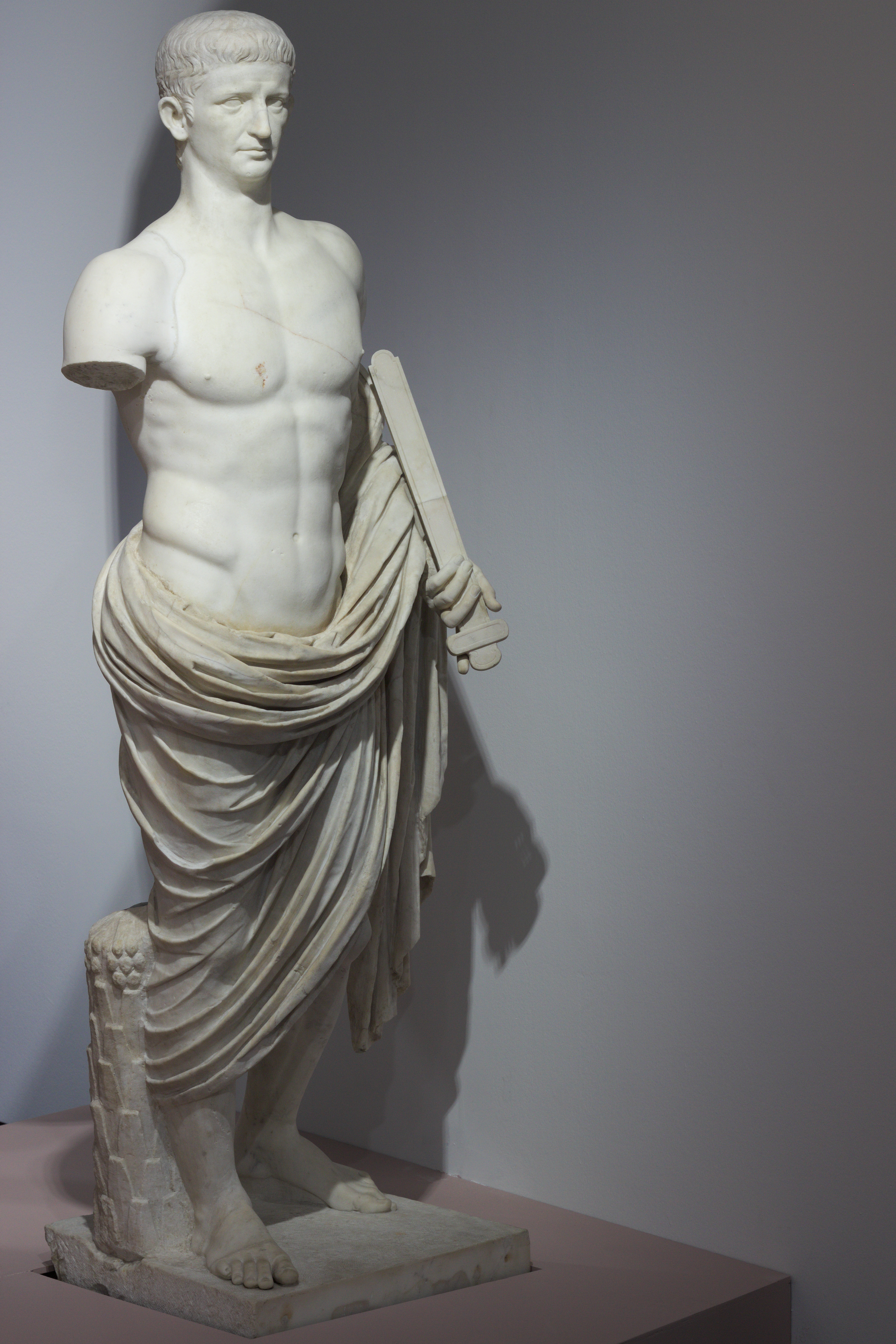
La statue durant l'exposition Claude, un empereur au destin singulier.

La statue mesure 1,94 m de la tête au pied et 2,05 m avec le socle. Elle fait 80 cm de large et a une profondeur de 56 cm. C'est une représentation héroïque de l'empereur, avec un Hüftmantel (« drapé ceint autour des hanches ») tenu par le bras gauche qui tient aussi un glaive et reposant sur la jambe droite aidée par un tronc de palmier jusqu'au genou,. Elle est issue de l'art grec de nus en contrapposto qui s'est élevé en statuaire idéal, dans une symbolique plutôt honorifique que funéraire. Elle présente un certain nombre de maladresses stylistiques au visage dû au fait qu'elle était à l'origine une statue de Caligula,, et qu'après son assassinat, elle a été retravaillée sous les traits de son successeur Claude.
En effet, le sculpteur a dégagé les yeux du nouvel empereur dans les arcades sourcilières de l'ancien et a décalé l'ensemble du visage vers le haut. Il a creusé un cerne profond qui va jusqu'à la hauteur de la pommette et deux sillons légers vont des narines aux commissures des lèvres. La version de Caligula a peut-être été couronnée de feuilles de chêne mais dès l'antiquité une calotte crânienne de marbre complétait la statue, ce qui constitue un cas unique à Gabies.
Ces réfections plus récentes correspondent à la recréation d'une calotte crânienne au XVIIIe siècle et la recréation d'un nez à une époque inconnue. Les oreilles sont plus modernes encore, de même que l'épaule droite et un morceau sur le bras gauche, comme le repolissage des surfaces usées.

## L'emplacement antique

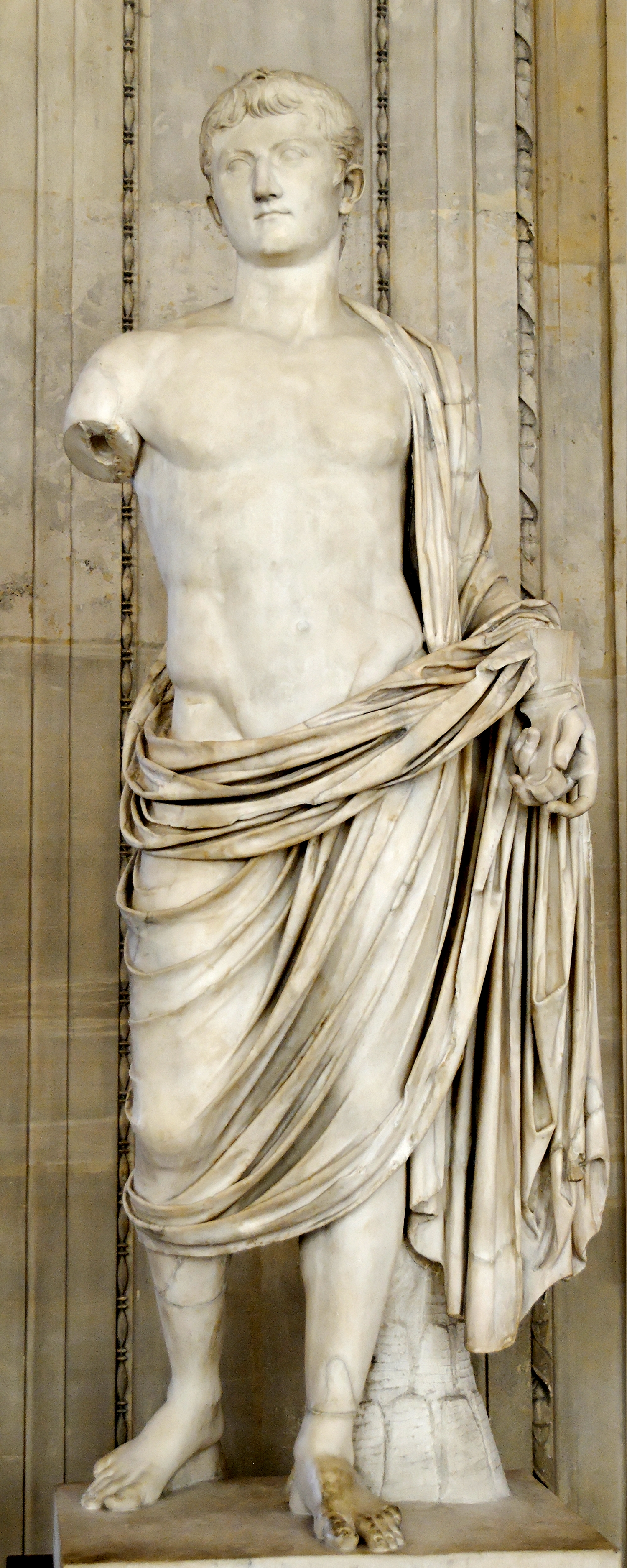
Statue de Germanicus, également en nudité héroïque trouvée avec la statue de Claude

Au début de la reconstruction du lieu, les historiens ont pensé que la statue de Germanicus était l'œuvre centrale d'un ensemble le comprenant avec ses trois enfants : Caligula, Nero César et Drusus César, dont on n'aurait pas retrouvé le portrait.
Mais la quatrième statue retrouvée et démantelée à l'heure actuelle, dispose d'un drapée sur l'épaule. Associée avec la base de la statue inventoriée Ma 1221 qui porte l'inscription « TIB AVG », signalée par Ennio Quirino Visconti dans Monumenti Gabini en 1797, et une tête couronnée de feuilles de chêne de Tibère retrouvée elle aussi à Gabies (Ma 1239), permettent de supposer l'existence d'une statue de cet empereur.
De même une tête perdue aujourd'hui, présentée par Visconti à la page 35 de son livre, semble appartenir aussi à une statue à l'épaule couverte de Drusus l'ancien du même groupe.
Cela induit à penser l'ensemble des quatre statues constituées dans cet ordre : Tibère, Drusus l'ancien, Germanicus et Caligula, retravaillé en Claude.

## Signification politique
La représentation de personnages de la famille julio-claudienne avec un drapé à la taille s'inspire des modèles grecs sculptés entre les Ve et IIIe siècles av. J.-C. réservés principalement aux statues divines, et particulièrement Zeus. Elle se développe largement sous Caligula puis Claude, en série qui les glorifient de leur vivant selon des schémas inspirés des modèles helléniques et de leurs figurations divines. Ce type de présentation disparaît peu à peu jusqu'à l'extinction des Julio-Claudiens.